# Zbigniew Januszek
Zbigniew Andrzej Januszek (ur. 10 listopada 1945 w Tarnowskich Górach) – polski urzędnik państwowy,  doktor nauk ekonomicznych, w latach 1986–1988 podsekretarz stanu w resortach związanych z pracą i sprawami socjalnymi.

## Życiorys
Syn Jana i Elżbiety. W 1963 zdał maturę w Liceum Ogólnokształcącym w Tarnowskich Górach, od 1962 do 1969 działał w Związku Młodzieży Socjalistycznej (m.in. jako szef zarządu uczelnianego). W 1969 ukończył studium nauczycielskie w Katowicach (ze specjalizacją w matematyce i fizyce), a w 1976 studia z administracji na Uniwersytecie Warszawskim. W 1983 doktoryzował się z ekonomii w Wyższej Szkole Nauk Społecznych przy KC PZPR na podstawie przedłożonej rozprawy pt. „Dochody pieniężne osób w wieku emerytalnym”.
Pracował jako nauczyciel szkół podstawowych w Kleszczowie (do 1967) i Warszawie (1969–1970), a od 1970 do 1973 był radcą w Centrali Zakładu Ubezpieczeń Społecznych. W 1968/9 wstąpił w szeregi Polskiej Zjednoczonej Partii Robotniczej, pełnił funkcje m.in. członka egzekutywy OOP i Komitetu Zakładowego PZPR, a także lektora Komitetu Centralnego PZPR. Od 1973 do 1986 zajmował stanowiska wicedyrektora i dyrektora Departamentu Ubezpieczeń Społecznych w Ministerstwie Pracy, Płac i Spraw Socjalnych, następnie był w nim podsekretarzem stanu od 1 sierpnia 1986 do 24 października 1987. Po przekształceniu w Ministerstwo Pracy i Polityki Socjalnej pozostał tam podsekretarzem stanu od 15 grudnia 1987 do 29 lutego 1988. Następnie przeszedł do pracy w ambasadzie PRL w Budapeszcie jako radca handlowy. W kolejnych latach powrócił do Departamentu Ubezpieczeń Społecznych Ministerstwa Pracy i Polityki Społecznej jako wicedyrektor. W latach 1997–2011 był redaktorem naczelnym czasopisma „Przegląd Ubezpieczeniowy dla Ciebie”, zajmował się także prowadzeniem szkoleń.